# Leucostethus argyrogaster
Leucostethus argyrogaster – gatunek płaza bezogonowego z rodziny drzewołazowatych (Dendrobatidae). Jego epitet gatunkowy po łacinie oznacza „srebrnobrzuchy”.

## Występowanie
Jest to endemit Peru występujący w północnej części kraju w regionach Amazonas i San Martín. Zamieszkuje on nizinne i podgórskie lasy (zarówno wilgotne, jak i suche) klimatu tropikalnego i subtropikalnego, jest związany z rzekami i strumieniami.